# 揖斐長良大橋
揖斐長良大橋（いびながらおおはし）は、三重県桑名市にある国道23号（名四国道）の揖斐川、長良川に架かる橋である。

## 概要
延長1,039.9mの14連単純平行弦下路鋼ワーレントラス橋。日本道路公団によって施工され、1963年（昭和38年）2月16日、木曽川大橋とともに一般有料道路「名四道路」の一部として供用開始された。1972年（昭和47年）12月27日無料開放。現在は名四国道の一部となっている。
橋の約3km上流には長良川河口堰がある。

## 歴史
- 1963年（昭和38年）2月16日 - 供用開始。
- 1972年（昭和47年）12月27日 - 無料開放。
- 2009年（平成21年）10月1日 - 木曽川大橋、揖斐長良大橋の上り線（名古屋方面）橋梁の補修・補強工事が始まり、下り線を使用した対面通行となる。2010年（平成22年）4月11日に終了した。
- 2010年（平成22年）10月1日 - 木曽川大橋、揖斐長良大橋の下り線（伊勢方面）橋梁の補修・補強工事が始まり、上り線を使用した対面通行となる。2011年（平成23年）3月25日に終了した[2]。